# Berg en Dal
Berg en Dal este o comună și o localitate în Gelderland, Țările de Jos. 